# Campo profondo di Hubble

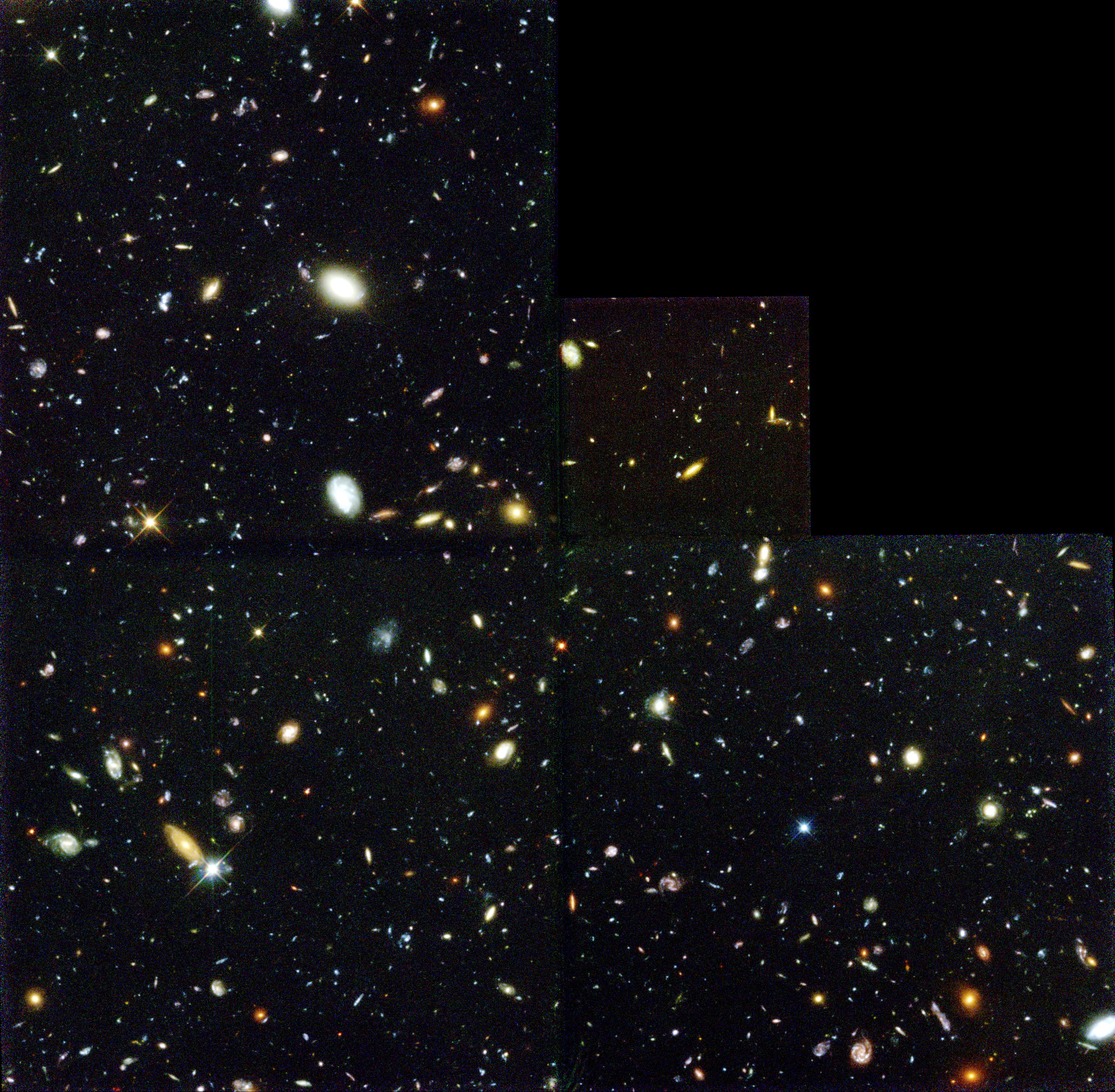
Hubble Deep Field.

L'Hubble Deep Field (HDF), in italiano campo profondo di Hubble, è un'immagine di una piccola regione nella costellazione dell'Orsa Maggiore, basata sui risultati di una serie di osservazioni del telescopio spaziale Hubble. Essa copre un'area di 15 minuti d'arco e venne assemblata unendo 342 esposizioni separate prese con la fotocamera planetaria a grande campo 2 (Wide Field and Planetary Camera 2 o WFPC2) del telescopio spaziale in dieci giorni consecutivi, tra il 18 e il 28 dicembre 1995.
Il campo è così piccolo che vi si trovano solo poche stelle della Via Lattea; quindi quasi tutti i 3000 oggetti dell'immagine sono galassie, alcune delle quali tra le più giovani e le più distanti conosciute. Rivelando un numero così grande di galassie molto giovani, l'HDF è diventata un'immagine caposaldo nello studio dell'universo primordiale e, da quando venne creata, è stata argomento di quasi 400 articoli scientifici.
Tre anni dopo le osservazioni dell'HDF, venne fotografata in modo simile una regione nell'emisfero sud celeste che venne chiamata Hubble Deep Field South. Le somiglianze tra le due regioni rafforzarono l'idea che l'universo sia uniforme su grande scala e che la Terra occupi una regione tipica nell'universo (Principio cosmologico).

Nel 2004 un'immagine più profonda, conosciuta come Hubble Ultra Deep Field (HUDF) fu costruita tramite i risultati di undici giorni di osservazioni.
L'HUDF è stata superata il 25 settembre 2012 dall'Hubble Extreme Deep Field (XDF), costruita tramite 23 giorni di osservazione.

## Ideazione

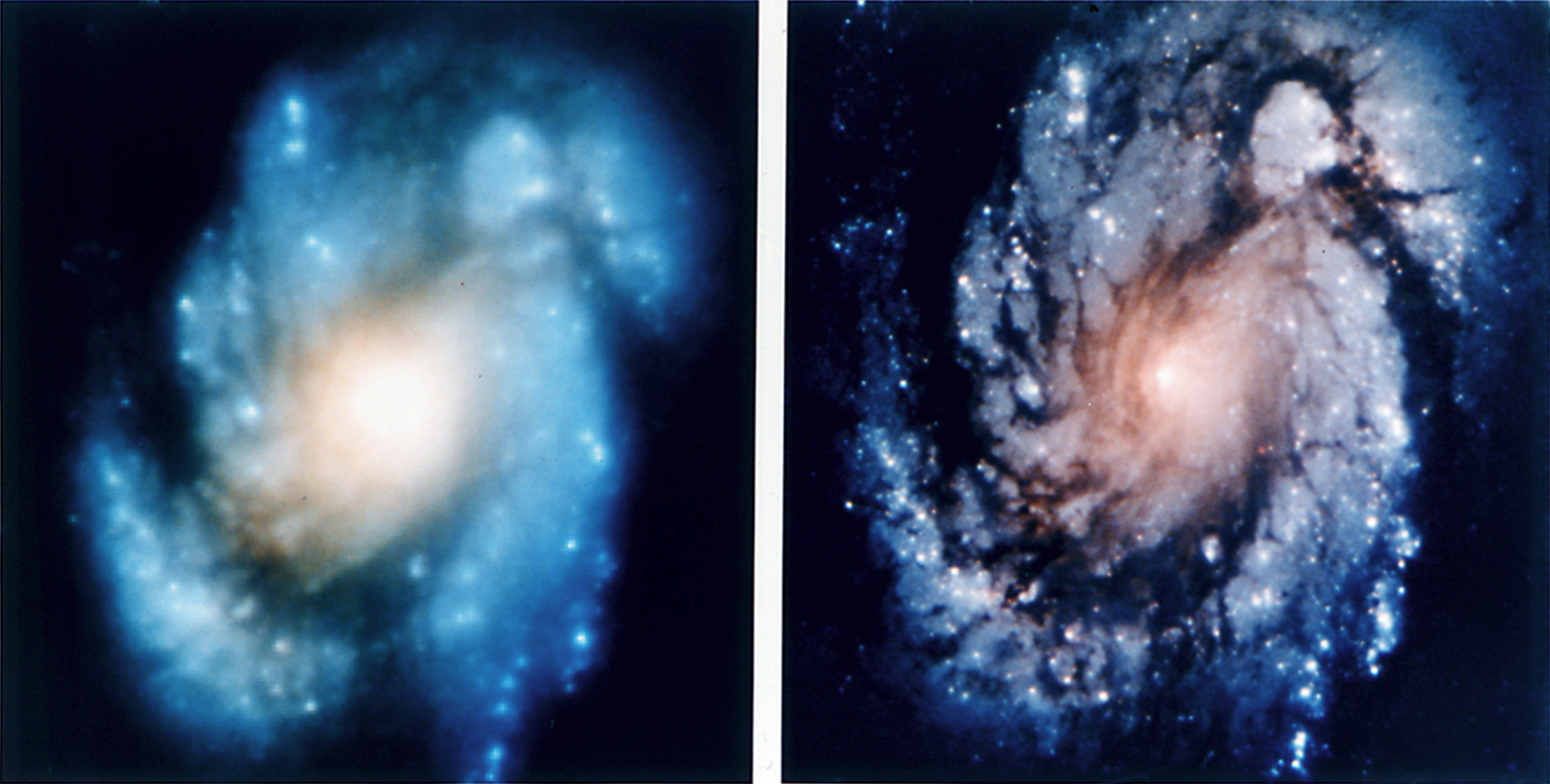
L'enorme miglioramento nella capacità di produrre immagini di Hubble in seguito all'installazione di ottiche correttive incoraggiò tentativi di ottenere immagini molto profonde di galassie lontane.

Uno degli obiettivi degli astronomi che progettarono il telescopio spaziale Hubble era di utilizzare la sua elevata risoluzione ottica per studiare galassie distanti a un livello di dettaglio impossibile dalla Terra. Posizionato sopra l'atmosfera, Hubble evita la luminescenza atmosferica permettendo di ottenere immagini più sensibili nella luce visibile e nell'ultravioletto rispetto a quelle che possono essere ottenute dai telescopi terrestri nel visibile.

Sebbene quando il telescopio venne lanciato nel 1990 il suo specchio fosse affetto da aberrazione sferica, poté ugualmente essere utilizzato per catturare immagini di galassie più distanti di quanto fosse prevedibile ottenere. Poiché la luce impiega milioni di anni per raggiungere la Terra da galassie molto distanti, noi vediamo queste ultime come erano milioni di anni fa; quindi, l'estensione dello scopo di tale ricerca a galassie sempre più distanti ci permette una migliore comprensione di come esse evolvono.
Dopo la correzione dell'aberrazione sferica, effettuata durante la missione STS-61 dello Space Shuttle nel 1993, l'eccellente capacità di catturare immagini del telescopio venne utilizzata per studiare galassie sempre più distanti e deboli. Il Medium Deep Survey (MDS) utilizzò il WFPC2 per ottenere immagini profonde di campi casuali, mentre altri strumenti furono utilizzati per osservazioni stabilite precedentemente. Allo stesso tempo, altri programmi si focalizzarono su galassie già conosciute tramite le osservazioni da terra. Tutti questi studi rivelarono sostanziali differenze tra le proprietà delle galassie attuali rispetto a quelle esistite diversi milioni di anni fa.
Fino al 10% del tempo di osservazione di HST era il cosiddetto Tempo a Discrezione del Direttore (DD) e di solito veniva concesso agli astronomi per lo studio di fenomeni transitori inattesi, come le supernovae. Dopo aver visto che le ottiche correttive di Hubble funzionavano bene, l'allora direttore dello Space Telescope Science Institute, Robert Williams, decise di concedere una frazione sostanziale del suo tempo DD per lo studio di galassie distanti. Una speciale giunta di consulenza dell'istituto consigliò di utilizzare il WFPC2 per fotografare una parte "tipica" di cielo a un'alta latitudine galattica, utilizzando diversi filtri ottici. Venne quindi istituito un gruppo di lavoro per sviluppare e implementare il progetto.

## Scelta dell'obiettivo

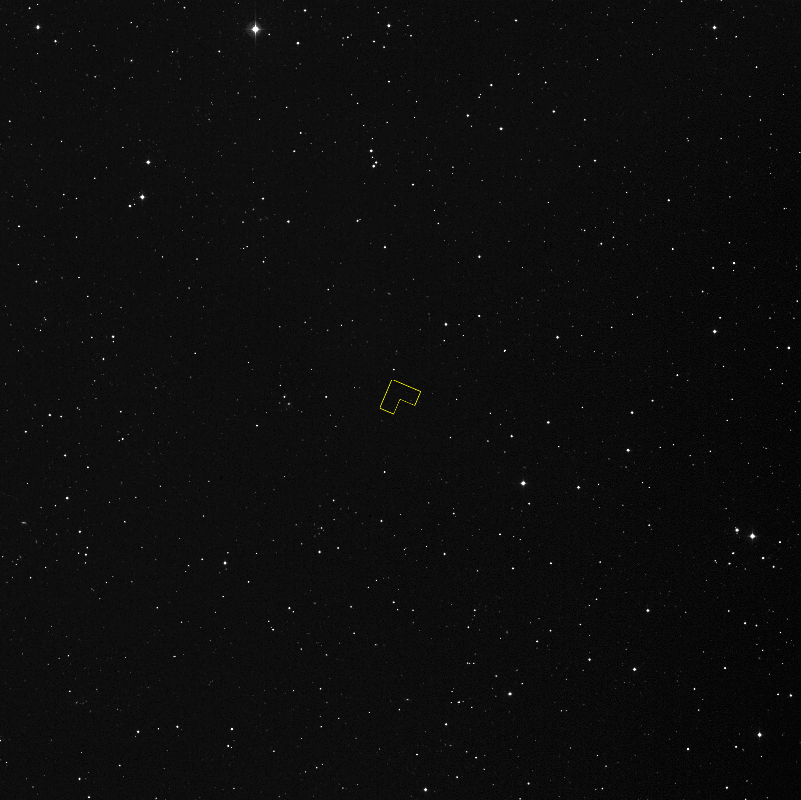
L'HDF è al centro di questa immagine (ne occupa un grado) che mostra la natura ordinaria di questa zona di cielo.

La zona scelta per le osservazioni doveva soddisfare diversi criteri. Doveva essere ad alta latitudine galattica, perché la polvere interstellare e il materiale scuro nel piano del disco della Via Lattea impediscono l'osservazione di galassie distanti. Doveva evitare sorgenti luminose conosciute di luce visibile, infrarossa, ultravioletta ed emissioni di raggi X, per facilitare studi successivi di oggetti nel campo profondo a diverse lunghezze d'onda. Doveva inoltre essere in una regione con una bassa concentrazione di nubi infrarosse di fondo, deboli filamenti di emissione nell'infrarosso che si crede siano causati dal riscaldamento dei grani di polvere nelle nubi fredde di idrogeno (regioni H I).
Questi criteri restrinsero considerevolmente il campo delle potenziali aree obiettivo. Venne inoltre deciso che queste dovevano essere nelle "continuous viewing zones" (CVZs), aree del cielo che non vengono mai occultate dalla Terra o dalla Luna durante l'orbita di Hubble. Il gruppo di lavoro decise di concentrarsi sulle CVZ settentrionali, in modo che i telescopi nell'emisfero nord, come i telescopi Keck e il Very Large Array, potessero condurre osservazioni supplementari.
Vennero identificate venti zone che soddisfacevano tutti i criteri, tra le quali vennero scelte tre candidate ottimali, tutte all'interno della costellazione dell'Orsa Maggiore. Osservazioni radio esclusero una di queste zone, perché conteneva una sorgente radio, e la decisione finale tra le altre due venne presa sulla base della presenza di stelle di riferimento vicino alla zona: le osservazioni di Hubble normalmente richiedono un paio di stelle nelle vicinanze che i sensori di orientamento del telescopio possono agganciare durante l'esposizione, ma, data l'importanza delle osservazioni dell'HDF, il gruppo di lavoro richiese un secondo gruppo di stelle di riferimento.

La zona che fu scelta alla fine si trova a un'ascensione retta pari a 12h 36m 49,4s e a una declinazione di +62° 12′ 48″.

## Osservazioni

L'HDF era collocato nella zona di vista continua nord di Hubble, come si vede in questo diagramma.

Una volta scelta la zona, occorreva sviluppare una strategia osservativa. Un'importante decisione fu quella di determinare quale filtro ottico utilizzare nelle osservazioni: Il WFPC2 era equipaggiato con quarantotto filtri, inclusi i filtri a banda stretta, che isolano particolari linee di emissione di interesse astrofisico, e a banda larga, filtri utili per lo studio del colore delle stelle e delle galassie. La scelta dei filtri dipese dal 'throughput' di ciascun filtro, ovvero dalla porzione della luce totale che lascia passare, e dalla copertura spettrale. Era infatti utile avere meno filtri possibile con banda passante sovrapposta.
Alla fine vennero scelti quattro filtri a banda larga, centrati alle lunghezze d'onda di 300 nm (ultravioletto vicino), 450 nm (luce blu), 606 nm (luce rossa) e 814 nm (infrarosso vicino). Poiché l'efficienza quantica dei rivelatori di Hubble era piuttosto bassa a 300 nm, il rumore nelle osservazioni a queste lunghezze d'onda erano principalmente dovuti ai CCD piuttosto che al fondo del cielo: quindi queste osservazioni avrebbero potuto essere condotte quando un alto rumore del fondo avrebbe danneggiato l'efficienza delle osservazioni nelle altre bande passanti.
Immagini dell'area target nei filtri scelti vennero prese per dieci giorni consecutivi, durante i quali Hubble orbitò attorno alla Terra circa 150 volte. Il tempo di esposizione totale a ogni lunghezza d'onda fu di 42.7 ore (300 nm), 33.5 ore (450 nm), 30.3 ore (606 nm) e 34.3 ore (814 nm), diviso in 342 esposizioni indipendenti per prevenire il danno alle singole immagini da parte dei raggi cosmici, che causano la comparsa di strisce luminose quando colpiscono i rivelatori CCD.

## Analisi dei dati

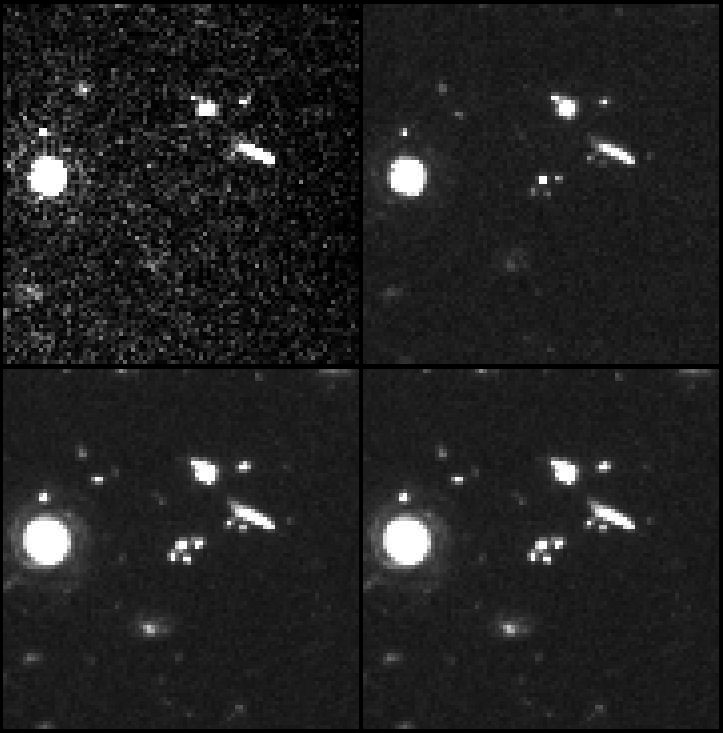
Una sezione dell'HDF di circa 14 arcosecondi attraverso ognuna delle quattro lunghezze d'onda utilizzate per costruire la versione finale: 300 nm in alto a sinistra), 450 nm (in alto a destra), 606 nm (in basso a sinistra) e 814 nm (in basso a destra).

La creazione di un'immagine finale combinata a ogni lunghezza d'onda fu un processo complesso. I pixel luminosi causati dall'impatto di raggi cosmici durante l'esposizione sono stati rimossi confrontando le varie esposizioni di ogni lunghezza e identificando i pixel danneggiati in un'esposizione ma non in un'altra. Inoltre tracce di detriti spaziali e di satelliti artificiali furono attentamente rimosse dalle immagini originali.
La luce diffusa dalla Terra era evidente in circa un quarto dei frame di dati. Per rimuoverla, l'immagine affetta da luce diffusa è stata allineata con una non affetta da questo problema. Dall'immagine risultante si sono quindi potuti sottrarre i frame di luce. Questa procedura ha permesso di rimuovere la luce diffusa da quasi tutte le immagini in cui era presente.
Per combinare le singole immagini è stata sperimentata una tecnica chiamata 'drizzling', nella quale il puntamento del telescopio veniva variato tra set di esposizioni. Ogni pixel sui chip del WFPC2 CCD ha registrato un'area di cielo di 0.09 arcosecondi, cambiando però la direzione di puntamento del telescopio di meno della distanza tra le esposizioni, e utilizzando sofisticate tecniche di elaborazione di immagini sono state combinate le immagini risultanti, ottenendo una risoluzione angolare finale migliore. Le immagini dell'HDF prodotte a ogni lunghezza d'onda avevano una dimensione finale dei pixel di 0,03985 arcosecondi.
L'elaborazione dei dati portò a ottenere quattro immagini monocromatiche, poi combinate in un'immagine a colori. Poiché le lunghezze d'onda alle quali sono state prese le immagini non corrispondono alle lunghezze d'onda del rosso, del verde e del blu, i colori dell'immagine finale sono solo una rappresentazione approssimata del reale colore delle galassie: la scelta dei filtri per la maggior parte delle immagini prese da Hubble, infatti, è stata dettata principalmente dall'utilità scientifica delle osservazioni, piuttosto che dalla corrispondenza con i colori che avrebbe potuto percepire l'occhio umano.

## Contenuti del Deep Field
Le immagini finali permisero di identificare circa 3.000 galassie distinte, sia irregolari, sia galassie a spirale, visibili nonostante alcune galassie occupassero solo pochi pixel. La maggior parte degli oggetti nell'HDF sono galassie distanti.
Nell'HDF vi sono circa cinquanta oggetti puntiformi blu. Alcuni sembrano essere associati a galassie vicine, che insieme formano catene e archi: queste regioni sono probabilmente regioni di intensa formazione stellare. Altri oggetti potrebbero essere quasar distanti. Inizialmente gli astronomi esclusero la possibilità che alcuni oggetti puntiformi fossero nane bianche, poiché parevano troppo blu per essere consistenti con le teorie sull'evoluzione delle nane bianche prevalenti in quel momento. Tuttavia, un lavoro più recente ha trovato che alcune nane bianche diventano più blu con l'invecchiamento, supportando l'idea che HDF potesse contenere nane bianche.

## Risultati scientifici

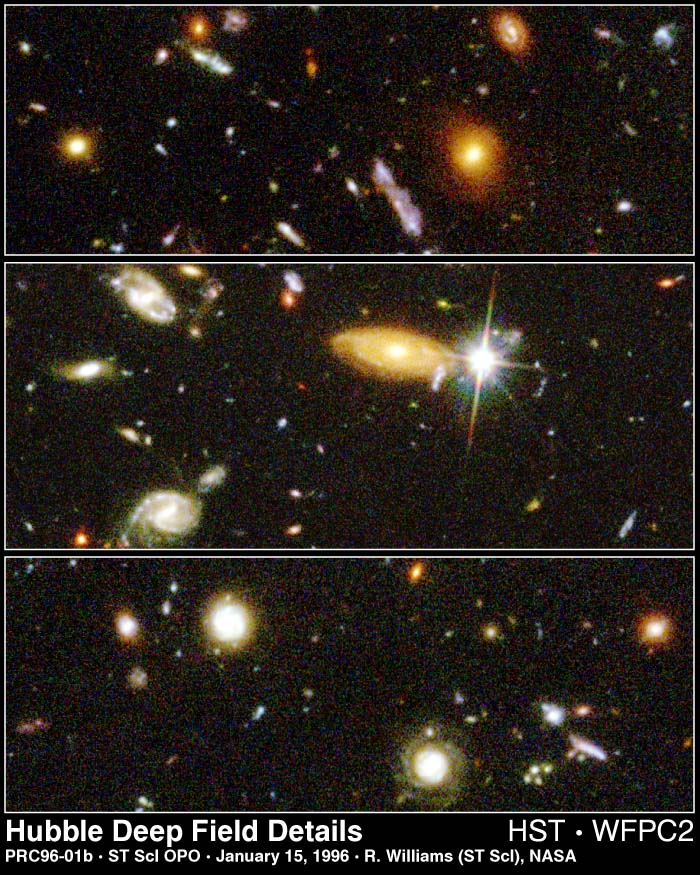
Dettagli dall'HDF illustrano la grande varietà di forme, dimensioni e colori delle galassie nell'universo distante.

I dati di HDF fornirono parecchio materiale da analizzare e nella letteratura astronomica apparvero quasi 400 articoli basati sull'HDF. Una delle scoperte fondamentali fu la presenza di un gran numero di galassie con alti valori di spostamento verso il rosso.
Con l'espansione dell'universo, gli oggetti più distanti si allontanano dalla Terra più velocemente, in quello che è chiamato flusso di Hubble. Mentre erano già conosciute quasar con alto spostamento verso il rosso, prima delle immagini di HDF si conoscevano pochissime galassie con questa caratteristica. Tuttavia l'HDF conteneva diverse galassie con spostamenti verso il rosso corrispondenti a distanze di circa 12 miliardi di anni luce. (A causa dello spostamento verso il rosso gli oggetti più distanti del campo non sono effettivamente visibili nelle immagini di Hubble: possono essere solo rilevate in immagini prese a lunghezze d'onda maggiori dai telescopi da terra).
Tra le galassie di HDF c'è un numero in proporzione maggiore di galassie irregolari rispetto a quelle presenti nell'universo locale; le collisioni e le fusioni tra galassie erano molto più comuni nell'universo primordiale rispetto a quanto accade oggi. Si pensa che le galassie ellittiche giganti si formino dalla collisione e fusione di galassie a spirale e irregolari.
La quantità di galassie nei differenti stadi della loro evoluzione permise agli astronomi di stimare la variazione del tasso di formazione stellare nel corso della vita dell'universo. Mentre le stime dello spostamento verso il rosso delle galassie dell'HDF sono approssimative, gli astronomi pensano che la formazione delle stelle sia avvenuta al suo tasso massimo 8–10 miliardi di anni fa e sia diminuita di circa un fattore dieci da allora.
Un altro importante risultato dall'HDF è dato dal piccolissimo numero di stelle in primo piano presenti. Per anni gli astronomi si sono interrogati sulla natura della materia oscura, massa che sembra essere non rilevabile ma che occuperebbe il 25% della massa dell'universo. Una teoria era che la materia oscura consistesse di MACHO (Massive Astrophysical Compact Halo Objects)— oggetti massivi non visibili, come le nane rosse e pianeti in regioni esterne delle galassie. L'HDF mostrò, tuttavia, che non c'era un numero significativo di nane rosse nelle parti esterne della nostra galassia.

## Osservazioni successive

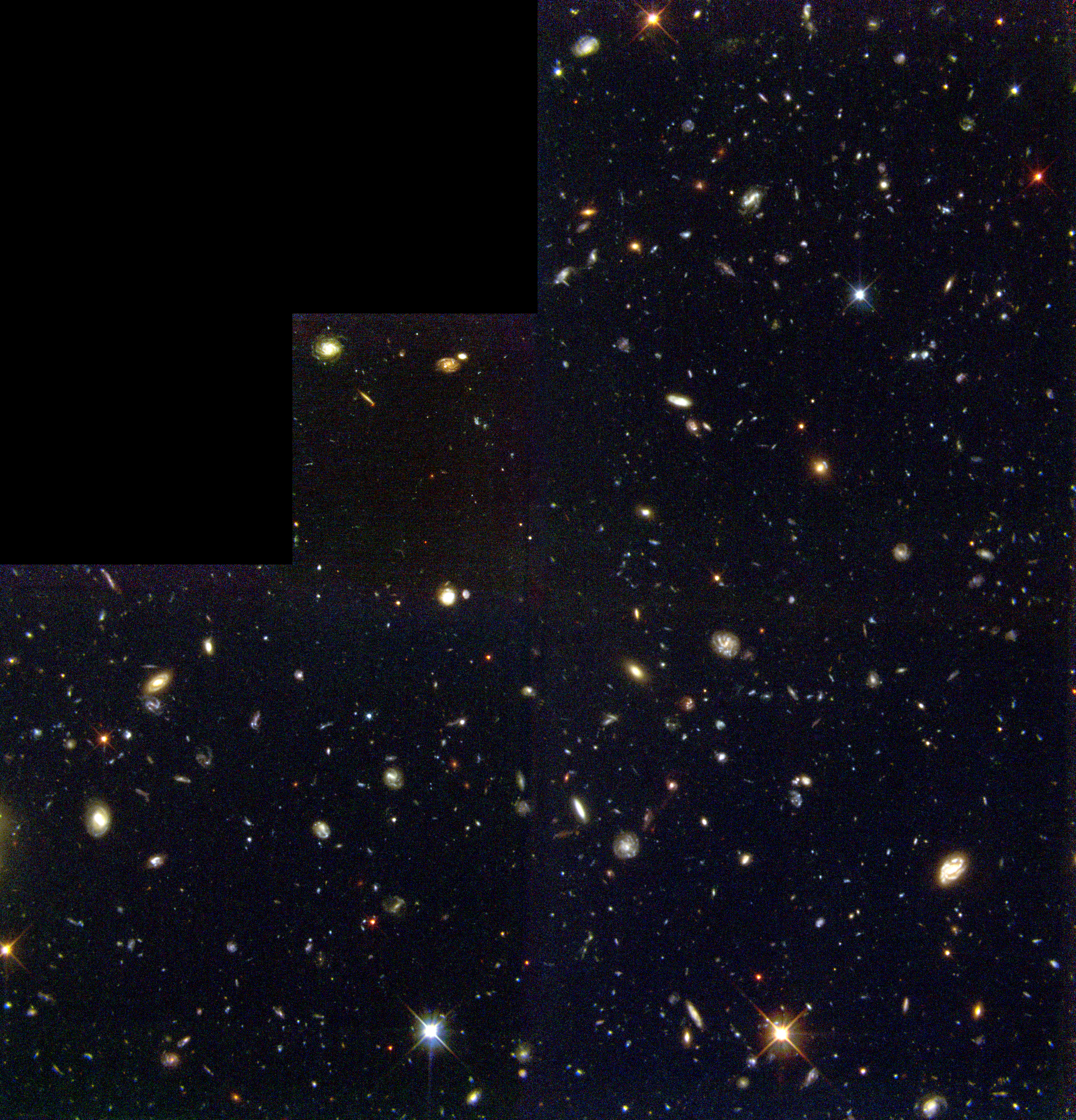
L'Hubble Deep Field South assomiglia molto all'originale HDF, dimostrando il Principio cosmologico.

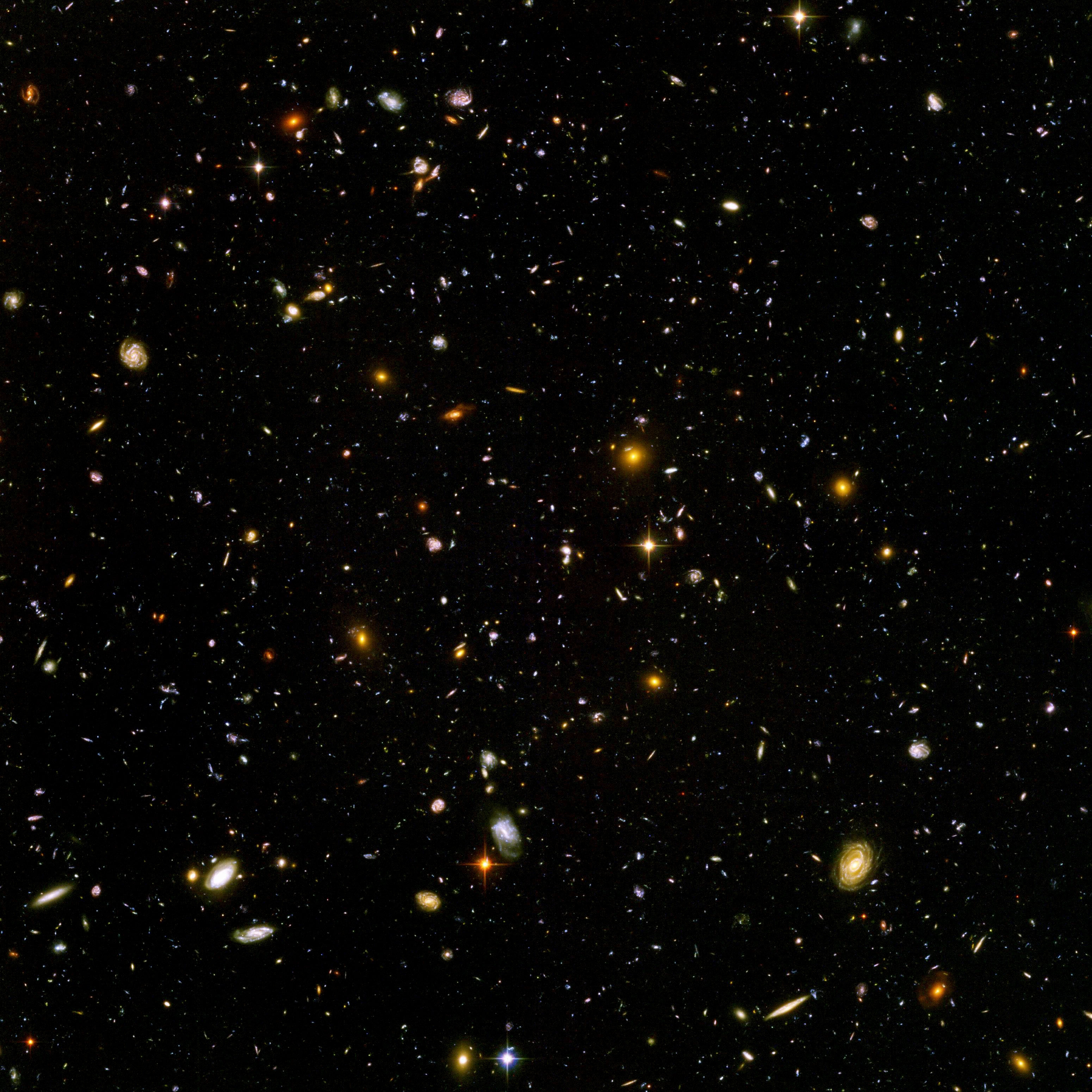
L'Hubble Ultra Deep Field sostiene ulteriormente questo principio. Le più piccole, più rosse galassie, circa 100, sono alcune delle galassie più distanti che abbia mai fotografato un telescopio ottico.

L'HDF è una pietra miliare nella cosmologia d'osservazione e molto rimane ancora da apprendere da essa. Dal 1995 la zona è stata osservata da diversi telescopi da terra e da altri telescopi spaziali, a lunghezze d'onda dal radio ai raggi X.

Oggetti con spostamento verso il rosso molto elevato vennero scoperti all'interno dell'HDF, in particolare dal James Clerk Maxwell Telescope. A causa dell'elevato spostamento verso il rosso questi oggetti sono generalmente rilevabili tramite astronomia dell'infrarosso o astronomia submillimetrica, ma non in luce visibile.
Importanti osservazioni dallo spazio sono state effettuate dall'osservatorio a raggi X Chandra e dall'Osservatorio Spaziale a infrarossi (ISO). I raggi X rivelarono sei sorgenti nell'HDF, corrispondenti a tre galassie: una a spirale, un nucleo galattico attivo e un oggetto estremamente rosso, probabilmente una galassia lontana contenente una grande quantità di polvere che assorbe le sue emissioni nella luce blu.

Le osservazioni di ISO indicarono emissioni infrarosse da 13 galassie visibili nelle immagini ottiche, attribuite a una grande quantità di polvere associata con un'intensa formazione stellare. Le immagini radio da terra, prese utilizzando il VLA, rivelarono sette sorgenti radio nell'HDF, tutte corrispondenti a galassie visibili nelle immagini ottiche.
Il 1998 vide la creazione di una controparte dell'HDF nell'emisfero sud celeste: l'Hubble Deep Field South. Creato utilizzando una simile strategia osservativa, l'HDF-S appariva molto simile all'HDF originale. Ciò supporta il principio cosmologico che afferma che l'universo è omogeneo su larga scala.